# Лихув-Госьцерадовський
Лихув-Госьцерадовський (пол. Łychów Gościeradowski) — село в Польщі, у гміні Тшидник-Дужий Красницького повіту Люблінського воєводства.
Населення — 301 особа (2011).
У 1975-1998 роках село належало до Тарнобжезького воєводства.

## Демографія
Демографічна структура станом на 31 березня 2011 року:
|          | Загалом | Допрацездатний вік | Працездатний вік | Постпрацездатний вік |
| -------- | ------- | ------------------ | ---------------- | -------------------- |
| Чоловіки | 156     | 39                 | 96               | 21                   |
| Жінки    | 145     | 23                 | 78               | 44                   |
| Разом    | 301     | 62                 | 174              | 65                   |